# Jan III. z Trautsonu
Jan III. z Trautsonu, od roku 1541 svobodný pán z Fleckensteinu (německy Johann III. von Trautson, * kolem roku 1507 v Tyrolsku - 29. prosince 1589, Praha) byl rakouský šlechtic z tyrolského rodu Trautsonů, zmiňovaného již roce 1164 a císařský úředník.
Po 49 let byl členem tajné rady a zastával funkce dvorního maršálka a nejvyššího hofmistra. Za 60 let své kariéry sloužil za císařů Ferdinanda I., Maxmiliána II. (1564–1576) a Rudolfa II. (1576–1612).
Vlastnil řadu panství v Tyrolsku a v Dolním Rakousku, sloužil v Tyrolsku jako guvernér Adiže, tyrolský purkrabí a kapitán Rovereta. V roce 1541 se stal dědičným svobodným pánem z Fleckensteinu, získal značný majetek v Tyrolsku a na území dnešního Dolního Rakouska a byl předkem později říšského hraběcího a říšského knížecího, dnes již zaniklého rodu.

## Život

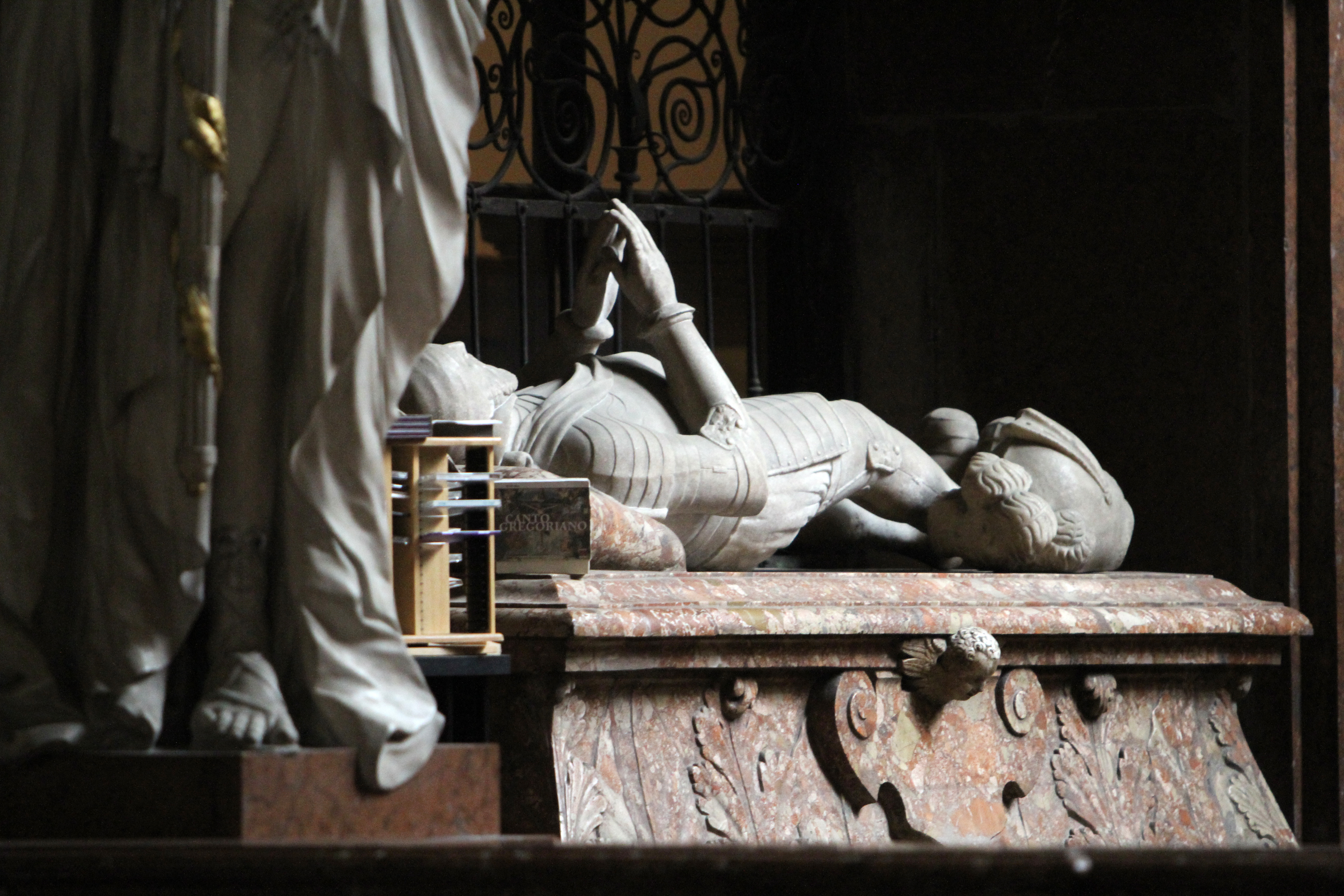
Kostel sv. Michaela ve Vídni, náhrobek Jana III. z Trautsonu

Narodil se v Tyrolsku kolem roku 1507 jako syn rytíře Jana II. z Trautsonu, královského rady a dědičný maršál Tyrolska. Zemřel v Innsbrucku 15. února 1531 a byl pohřben v opatství Wilten. Z matčiny strany byl Jan III. potomkem dobrodruha, zpěváka, básníka a politika Osvalda z Wolkensteinu (* asi 1377 – 2. srpna 1445), který je považován za „Posledního minesengra“.
V mládí získal dobré vzdělání a po dokončení studií podnikl v letech 1530/1531 kavalírskou cestu po Evropě.
Po návratu se v roce 1531 oženil s Brigitou Marií Zuzanou z Madruzza (1518, Madruzzo – 1576, Vídeň), dcerou svobodného pána Giangaudenza (Jana Gaudentia) z Madruzza (dnes v italské provincii Trentino). Tímto sňatkem získal kontakty s předními státníky své doby: jeho tchán byl hofmistrem tridentského knížete-biskupa kardinála Bernharda z Cles, vlivného kancléře císaře Ferdinanda I. (1503–1564). Nástupcem kardinála ve funkci tridentského biskupa se stal Trautsonův švagr Cristoforo Madruzzo (1512 – 5. července 1578, Tivoli, Villa d'Este), který v roce 1545 zahájil Tridentský koncil.
V roce 1540 se Trautson stal členem tajné rady, v té době nejvýznamnějšího poradního orgánu jak pro záležitosti dědičných zemí, tak pro říšskou politiku. V této funkci Trautson, kterou zastával 49 let, doprovázel císaře na říšský sněm. V roce 1544 byl jmenovám císařským dvorním maršálkem. V této funkci podepsal např. závěť císaře Ferdinanda I. 
V roce 1547 se Trautson zúčastnil Říšského sněmu v Augsburgu, kde císař Karel V. neuspěl se svými plány na svržení luteránství a nastolení silné katolické říšské moci. Bylo přijato pouze tzv. „Augsburské interim“.
V 50. letech 16. století byl Trautson jedním z nejbližších poradců krále Ferdinanda I. Ten jej roku 1550 jmenoval nejvyšším hofmistrem. Jeho vliv byl ještě posílen tím, že jeho sestra Eleonora z Trautsonu byla hofmistryní arcivévodkyně Eleonory (1534–1594) dcera Ferdinanda I., a jeho švagr Cristoforo Madruzzo byl od roku 1541 komorníkem tří synů Ferdinanda I. 

### Závěr života
Roku 1583 obdržel Trautson český inkolát, ačkoliv, pokud je známo, v Čechách žádné panství nevlastnil. Císařským dokumentem vydaným v Praze 14. února získal Trautson titul „urozený“ (Wohlgeboren).
Jan III. z Trautsonu zemřel dne 29. prosince 1589 v Praze ve vysokém věku 82 let. Jeho tělo bylo ve slavnostním průvodu přineseno do kapitulního kostela nad Pražským hradem, kde se konalo slavnostní rekviem. Tato událost je zaznamenána na olejomalbě, která je uchována na zámku Poysbrunn. Jeho ostatky byly poté převezeny do Vídně a pohřbeny v rodinné kryptě v kostele sv. Michala. Jeho synové mu uprostřed presbytáře nechali postavit mramorovou hrobku, na které zesnulý leží v rytířské zbroji na tumbě spočívající na lvích hlavách. Hrobka je připisována Alexandru Colinovi, který vytvořil také hrobky pro Habsburky v innsbrucké katedrále sv. Jakuba a v katedrále sv. Víta v Praze.

### Manželství a děti
V roce 1531 oženil s Brigitou Marií Zuzanou svobodnou paní z Madruzza († 27. dubna 1576 ve Vídni, pohřbena v kostele sv. Michaela ve Vídni), dcerou Giangaudenza (Jana Gaudentia) z Madruzza, pána Castel Madruzzo. Manželé měli několik dětí:
- Baltazar II. z Trautsonu svobodný pán z Fleckensteinu († mezi 19. květnem 1590 a 21. červencem 1597 v Roveretu), pán na Schroffensteinu, Falkensteinu, Matrei etc., nejvyšší zemský maršál Tyrolského hrabství, císařský tajný rada a kapitán v Roveretu. Byl předkem starší linie hrabat z Fleckensteinu od roku 1599, vyhaslé v roce 1629.
- Jan IV. z Trautsonu († 1566) , císařský pohárník a stolník, zemřel jako svobodný, pohřben v presbytáři kostele sv. Michaela ve Vídni
- Caspar z Trautsonu (1546–1551)
- Clara z Trautsonu († jako batole)
- Pavel Sixt III. z Trautsonu (* asi 1550 – 30. července 1621, pohřben v kostele sv. Michaela ve Vídni), svobodný pán z Fleckensteinu a Schroffenstein, pán z Matrei, St. Pöltenu etc., od roku 1599 říšský hrabě z Falkenštejna, nejvyšší hofmistr Rakouského arcivévodství, rytíř Řádu zlatého rouna, císařský skutečný tajný rada a komoří, guvernér Dolního Rakouska, v roce 1609 získal uherský inkolát s oslovením „urozený a vysoko urozený“, v roce 1615 velký palatinát a mincovní regál. Byl předkem mladší linie říšských hrabat z Trautsonu-Falkensteinu, která byla v roce 1711 povýšena do říšského knížecího stavu, v roce 1775 však vyhasla.